# Viktorie della Rovere
Viktorie della Rovere (italsky Vittoria della Rovere, 7. února 1622 – 5. března 1694) byla italská šlechtična a sňatkem toskánská velkovévodkyně. 

## Život
Narodila se jako dcera Federica Ubalda z Rovere a jeho manželky, rakouské arcivévodkyně Klaudie Medicejské.
Dne 26. září 1633 se provdala za svého bratrance Ferdinanda II. Medicejského (Ferdinandův pradědeček z otcovy strany Cosimo I. a dědeček Ferdinand I. byli jejími pradědečkem a dědečkem z matčiny strany). Tímto sňatkem se stala toskánskou velkovévodkyní a rodu Medicejských přinesla velké množství pokladů, které jsou dodnes k vidění v paláci Pitti a Gallerii degli Uffizi ve Florencii.
Svému manželovi porodila čtyři děti, z nichž se jen dvě dožily dospělosti: nejdéle vládnoucí toskánský panovník Cosimo III. Medicejský a kníže církve František Maria. 
Po smrti svého dědečka Františka Marii II. della Rovere Viktorie zdědila vévodství Rovere a Montefeltro, které po její smrti připadlo mladšímu synovi Františku Mariovi. Viktorie byla později pověřena péčí o svá vnoučata. 

## Potomci
1. Cosimo Medicejský (*/† 1639)
2. syn (*/† 1640)
3. Cosimo III. Medicejský (14. srpna 1642 – 31. října 1723), toskánský velkovévoda od roku 1670 až do své smrti, ⚭ 1661 Markéta Luisa Orleánská (28. července 1645 – 17. září 1721)
4. František Maria Medicejský (12. listopadu 1660 – 3. února 1711), vévoda z Rovere a Montefeltra, ⚭ 1709 Eleonora Luisa Gonzagová (13. listopadu 1686 – 16. března 1741)

## Tituly a oslovení
- 7. února 1622 – 26. září 1633: Donna Viktorie della Rovere
- 26. září 1633 – 23. května 1670: Její Výsost toskánská velkovévodkyně
- 23. května 1670 – 5. března 1694: Její Výsost toskánská velkovévodkyně vdova